# Toni Fertonani
(Luca Goldoni)
Toni Fertonani (Marcaria, 16 gennaio 1932 – Verona, 29 agosto 2006) è stato un pittore italiano.
È stato titolare della cattedra di Estetica Contemporanea e di Storia dell’Arte Contemporanea al Wernek College di Petrópolis e ha vissuto a Rio de Janeiro e a Garda in Italia.

## Biografia
Trasferitosi giovanissimo in Brasile, ritornò in Italia (a Bologna) per seguire gli studi artistici, al termine dei quali si dedicò alla pittura ed alla critica su riviste specializzate. In quel periodo Fertonani frequentò artisti quali Giorgio Morandi e Antonio Corazza, ma anche Pablo Neruda e Jorge Amado.
Nel 1954, dopo il matrimonio con la pittrice Maria Vittoria Baldesi, decise di rientrare in Brasile dove iniziò a studiare le opere di muralisti quali Orozco Rivera e David Alfaro Siqueiros, abbracciando tale tecnica pittorica a partire dal 1960. In quegli anni Fertonani era considerato parte integrante della giovane avanguardia pittorica brasiliana, e di lui, sempre in quegli anni, scrisse anche Lúcio Cardoso.
Artista eclettico e dalla vita avventurosa, si occupò anche di musica con Vinícius de Moraes durante la stagione che vide nascere la Bossa Nova, e di scrittura per il cinema collaborando con Ferdi Carneiro. Nel 1976 ritornò in Italia, trasferendosi a Garda dove risiedette fino al 2006, anno della sua morte. Da allora tuttavia continuò la sua attività artistica in tutta Europa, ed in particolar modo in Italia ed in Germania. Una sua opera, Donne con galle, è conservata alle Bayerische Staatsgemäldesammlungen, la Pinacoteca di Stato di Monaco di Baviera.

## Mostre pubbliche
L'elenco delle principali mostre, esposizioni o realizzazioni di Fertonani in ordine cronologico:
- 1974 Verona, mostra antologica alla “Casa di Giulietta” con il patrocinio di Verona e del Consolato Generale del Brasile.
- 1977 Bari, mostra antologica alla Fiera del Levante, inaugurata dal Presidente del Consiglio Aldo Moro e dal Ministro dei Beni Culturali.
- 1978 Bologna, mostra antologica al "Circolo Artistico" con il patrocinio del Museo di Arte Moderna.
- 1979 Verona, mostra antologica al “Palazzo della Gran Guardia” con il patrocinio del Comune di Verona.
- 1980 Mantova, mostra antologica al “Palazzo della Ragione”. Patrocinio Istituzionale del Governo Brasiliano. Patrocinio del Comune di Mantova e dell'ente manifestazioni Virgiliane.
- 1982 Petropolis (Rio de Janeiro, Brasile), mostra antologica alla galleria Artes do Centro de Cultura, con il patrocinio del Departamento de Cultura e da Segretaria ed Educacao do Governo do Estado.
- 1983 Kassel (Germania), partecipazione alla manifestazione "K Documenta", padiglione brasiliano.
- 1985 Ferrara, mostra antologica alla Casa d'Europa e della Cultura, Centro Artistico Culturale Internazionale.
- 1988 Amburgo (Germania), lo Schloss Reinbek Museum gli dedica una mostra antologica col Patrocinio del Consolato generale del Brasile e dell'Istituto Italiano di Cultura.
- 1989 A San Paolo (Brasile) partecipa alla XVIII Biennale d'Arte Moderna con una sala individuale
- 1989 Monaco di Baviera (Germania), mostra antologica all'Europäisches Patentamt con il patrocinio del Consolato generale del Brasile e dell'Istituto Italiano di Cultura.
- 1991 A Montreal, (Canada) realizza la Via Crucis per la Cattedrale di Montreal.
- 1998 A Prato esegue la progettazione interna della chiesa dedicata a Don Bosco e firma gli arredi ornamentali in bronzo.
- 1991 Houston (Texas, USA), mostra antologica allo Houston Museum of Fine Arts ed acquisizione di una tela da parte del museo.
- 1995 Vienna (Austria), mostra della serie “Le Megalopoli” nella sede del Consolato Generale d'Italia. Patrocinio dell'Istituto Italiano di Cultura.
- 1999 sempre a Prato, esecuzione della “Via Crucis” per la chiesa di San Giovanni Bosco.
- 2001 Prato, esecuzione di due grandi tele per l'abside della chiesa dedicata a Don Bosco.
- 2002 Prato, realizzazione del gruppo bronzeo dedicato a San Giovanni Bosco.

## Opere pubbliche e murales
- 1973 Petropolis (Brasile) esecuzione del primo murale all'Università C. A. Werneck con il patrocinio dell'UNESCO
- 1975 Petropolis (Brasile) secondo murale sempre al Werneck College.
- 1976 Dozza, esecuzione di un affresco alla Prima Biennale Internazionale dell'Affresco, cui partecipano, oltre Fertonani, anche Matta, Sassu, Brindisi, Purificato, Cantatore e Cassinari.
- 1977 Bari, esecuzione di un murale per la Cassa del Mezzogiorno e una mostra antologica all'Expo Levante inaugurata dal Presidente del Consiglio Aldo Moro e dal Ministro dei Beni Culturali.
- 1980 Treviso, affresco all'istituto Collodi, sotto l'alto patrocinio del Segretariato Generale del Consiglio d'Europa.
- 1984 Prato, esecuzione di un murale per il programma “Museo all'aperto” con il patrocinio dell'Ente Turismo.
- 1993 Petropolis (Brasile), esecuzione del terzo murale all'Università C. A. Werneck sempre con il patrocinio dell'UNESCO
- 2003 Garda, esecuzione di un grande affresco nella sala consiliare del Municipio.[7]